# Charles Spearman
Charles Spearman (Londen, 10 september 1863 - Londen, 7 of 17 september 1945) was een Brits psycholoog. Hij begon oorspronkelijk met filosofie, maar daar bleek zijn interesse toch niet te liggen, dus besloot hij het leger in te gaan, waar hij bijna een kwart van zijn leven doorbracht.
Spearman haalde zijn Ph.D. in Duitsland onder Wundt. Hij behaalde zijn doctoraat in Leipzig in 1904. In 1907 ging hij naar Londen om daar het departement voor experimentele psychologie over te nemen. Hier bleef hij werken tot 1932. Daarna werd hij leraar aan de universiteit van Colombia, de katholieke universiteit van Amerika, Chicago, maar ook de universiteit van Caïro. 
Spearman was sterk beïnvloed door het werk van Francis Galton. Hij had een sterk statistische achtergrond, wat terug te zien is in zijn werk. Hij was een van de pioniers op het terrein van de factoranalyse en bedenker van de Spearmans rangcorrelatiecoëfficiënt. Hij is bekend vanwege de term 'algemene intelligentie' ('g' van general) en de twee-factorentheorie van intelligentie. Dit laatste houdt in dat intellectueel functioneren volgens hem bestaat uit een algemene intelligentie plus specifieke intelligenties voor verschillende mentale taken. Dit is tegenwoordig nog steeds een discussiepunt onder psychologen. Sommigen zien intelligentie als een verzameling opzichzelfstaande facetten. 